# Miklos Gyulassy
Miklos Gyulassy (* 9. März 1949 in Szolnok) ist ein ungarisch-US-amerikanischer Kernphysiker. Er ist für Beiträge zur relativistischen Schwerionenphysik (Quark-Gluon-Plasma, heiße Kernmaterie und ihre Phasen) bekannt.

## Leben
Gyulassy studierte an der University of California, Berkeley mit dem Bachelor-Abschluss 1970 und der Promotion in Physik 1974 bei Eyvind Wichmann. Als Post-Doktorand war er bis 1976 bei der Gesellschaft für Schwerionenforschung in Darmstadt und bei Walter Greiner in Frankfurt und ab 1976 am Lawrence Berkeley National Laboratory (LBNL), ab 1981 als Senior Staff Scientist. Ab 1993 war er Professor an der Columbia University. 2015 wurde er Professor Emeritus an der Columbia University geworden und mit dem LBNL und mit der Central China Normal University (CCNU) in Wuhan verbunden.

## Werk
Als Post-Doktorand bei Greiner befasste er sich mit Vakuumpolarisation in starken Coulombfeldern, was auch ein Thema seiner Dissertation war (Korrektur der Energieniveaus in myonischen Atomen aufgrund Vakuumpolarisation in starken Feldern). Am LBNL erforschte er Pion-Interferometrie (Anwendung optischer Intensitätsinterferometrie auf Pionen), Charmonium-Zerfall, QCD-Transporttheorie, Stop von Baryonen in Kernmaterie und kollektive hydrodynamische Flüsse der QCD-Materie in Schwerionenstößen.
2003 kündigte er die Entdeckung von Quark-Gluon-Plasma am Relativistic Heavy Ion Collider (RHIC) in Brookhaven an. 2004 schlug er mit Larry McLerran eine Interpretation der ersten drei Jahre der Datensammlung bei Schwerionenstößen am RHIC vor mit Hinweisen auf die Entdeckung zweier neuer Phasen von QCD-Materie: stark wechselwirkendes Quark-Gluon-Plasma (sQGP) und Farb-Glas-Kondensat (Color Glass Condensate, CGC). Insbesondere das beobachtete kollektive Flussverhalten der QCD-Materie nach dem Stoß entsprechend einer fast idealen Flüssigkeit und elliptischer Fluss war ein Hinweis auf die Bildung eines Quark-Gluon-Plasmas in den RHIC-Experimenten.
1991 entwickelte er mit Xin-Nian Wang das HIJING-Modell (Heavy Ion Jet Interaction Generator), ein Monte-Carlo-Simulator zur Vorhersage exklusiver Prozesse in hochenergetischen Proton-Proton, Proton-Kern und Kern-Kern-Stößen, und sagte starke nukleare Korrelationen in Jets mit hohen transversalen Impulsen voraus, die 2001 am RHIC beobachtet wurden.
Mit Peter Levai und Ivan Vitev entwickelte er das GLV-Modell, weiterentwickelt zu DGLV mit Magdalena Djordjevic, für die Beschreibung von Energieverlusten von Jets in QCD-Materie (Jet Quenching). Die Art des Energieverlusts (im Quark-Gluon-Plasma vorwiegend induzierte Gluon-Emission statt Stöße) liefert Informationen über und gibt Hinweise auf das Quark-Gluon-Plasma, das zu einer starken Unterdrückung von Jets führt. Gyulassy entwickelt solche tomographischen auf störungstheoretischer QCD beruhenden Modelle von Energieverlusten von Jets in QCD-Materie mit Kollegen weiter (CUJET 2.0). Hinweise auf Jet-Quenching fanden sich am RHIC. Mit noch höherer Energie als am RHIC werden die Vorhersagen auch ab 2010 bei ALICE am Large Hadron Collider (LHC) des CERN überprüft und dort wurde 2010 die erste direkte Beobachtung von Jet Quenching gemeldet.
Seit 2007 arbeitet er auch an der Überprüfung von Vorhersagen von AdS-CFT-Korrespondenz für Schwerionenstöße. Seit 2015 beschäftigt er sich mit Jinfeng Liao und Studenten mit der Theorie des Jet-Quenching in Semi-Quark-Gluon-Monopol-Plasmen (sQGMP) mit CUJET3.0, die Hochenergie-Schwerionenstößen am RHIC und am LHC erzeugt werden. Diese Theorie berücksichtigt auch nichtstörungstheoretische QCD-Beiträge (chromomagnetische Monopole).

## Auszeichnungen und Mitgliedschaften
Für 2015 erhielt er den Tom-W.-Bonner-Preis für Kernphysik. 1987 erhielt er den Ernest-Orlando-Lawrence-Preis und 1986 den Humboldt-Forschungspreis. Er ist Fellow der American Physical Society und auswärtiges Mitglied der Ungarischen Akademie der Wissenschaften. 1983 bis 1996 war er im Planungskomitee für Kernphysik des Department of Energy (DOE).